# Matchless
Matchless war ein Londoner Motorrad- und Automobil-Hersteller mit zahlreichen Rennerfolgen, bereits aus der Zeit vor dem Ersten Weltkrieg.

## Unternehmensgeschichte
Hervorgegangen war das Unternehmen aus der Firma Herbert Matchless Road, gegründet von Henry Herbert Collier 1878 in Plumstead, die Fahrräder herstellte. Unter dem Firmennamen Collier & Sons wurden ab 1899 Motorräder entwickelt und ab 1901 vertrieben. In den Jahren 1907, 1909 und 1910 gewannen die Söhne Charlie und Harry mit ihren Maschinen die Isle of Man TT, was der Marke zur Aufmerksamkeit der Öffentlichkeit verhalf. Ab 1912 entstanden eigene Motoren, die auch an Konfektionäre, Motorradhersteller ohne eigene Motoren-Produktion, geliefert wurden. In späteren Jahren kooperierte Matchless eng mit A.J.S. 1938 wurden diese zwei Hersteller Teil der Gesellschaft Associated Motor Cycles, die 1966 in Konkurs ging und von der Norton-Villiers übernommen wurde. Diese stellte die Fertigung der Matchless-Motorräder in Plumstead 1969 ein.

### Wiederbelebung ab 2006
Am 23. April 2006 wurden bei einer Auktion des nordenglischen Auktionshauses Bonhams mit der Losnummer 554 die Markenrechte und der -name Matchless an die italienische Unternehmerfamilie Malenotti höchstbietend für 45.500 britische Pfund verkauft. Franco Malenotti ist als ehemaliger Motorraddesigner und Besitzer der Modefirma Belstaff bekannt, die er 2011 an die Schweizer Unternehmensgruppe Labelux verkaufte.
Auf der EICMA Motorradmesse in Mailand wurde 2014 das Model X mit einem S&S-Motor mit Hubraum von 1916 Kubikzentimetern vorgestellt. Der Start und Ort der Produktion ist bis dato noch nicht bekannt.

## Produkte

### Motorräder
Zunächst wurden hauptsächlich J.A.P.-Einbaumotoren verwendet. Nach der Kooperation mit A.J.S. unterschieden sich deren Motorräder nur in Details.

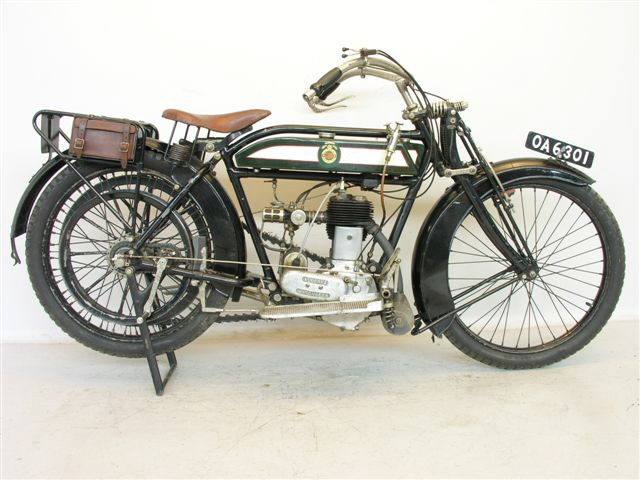
Alldays Matchless (557 cm³) von 1914
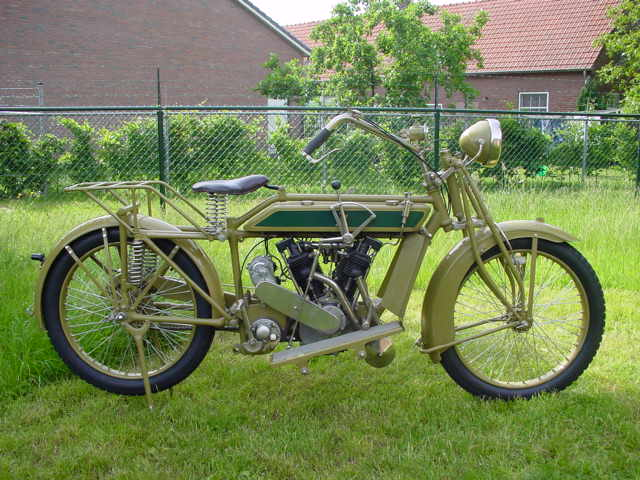
Matchless Type H (1000 cm³) von 1921
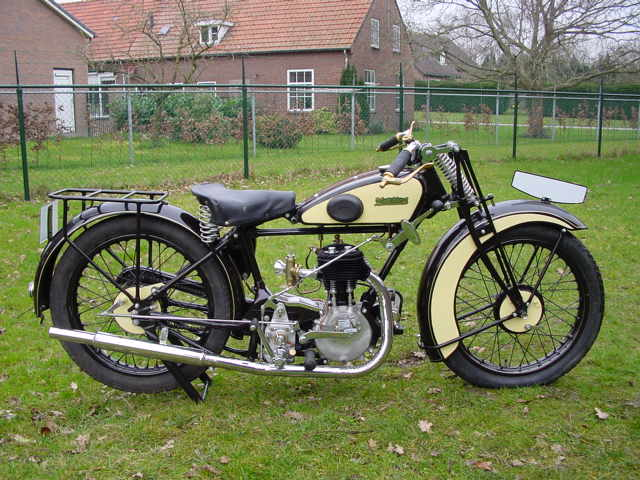
Matchless T3 (500 cm³) von 1927
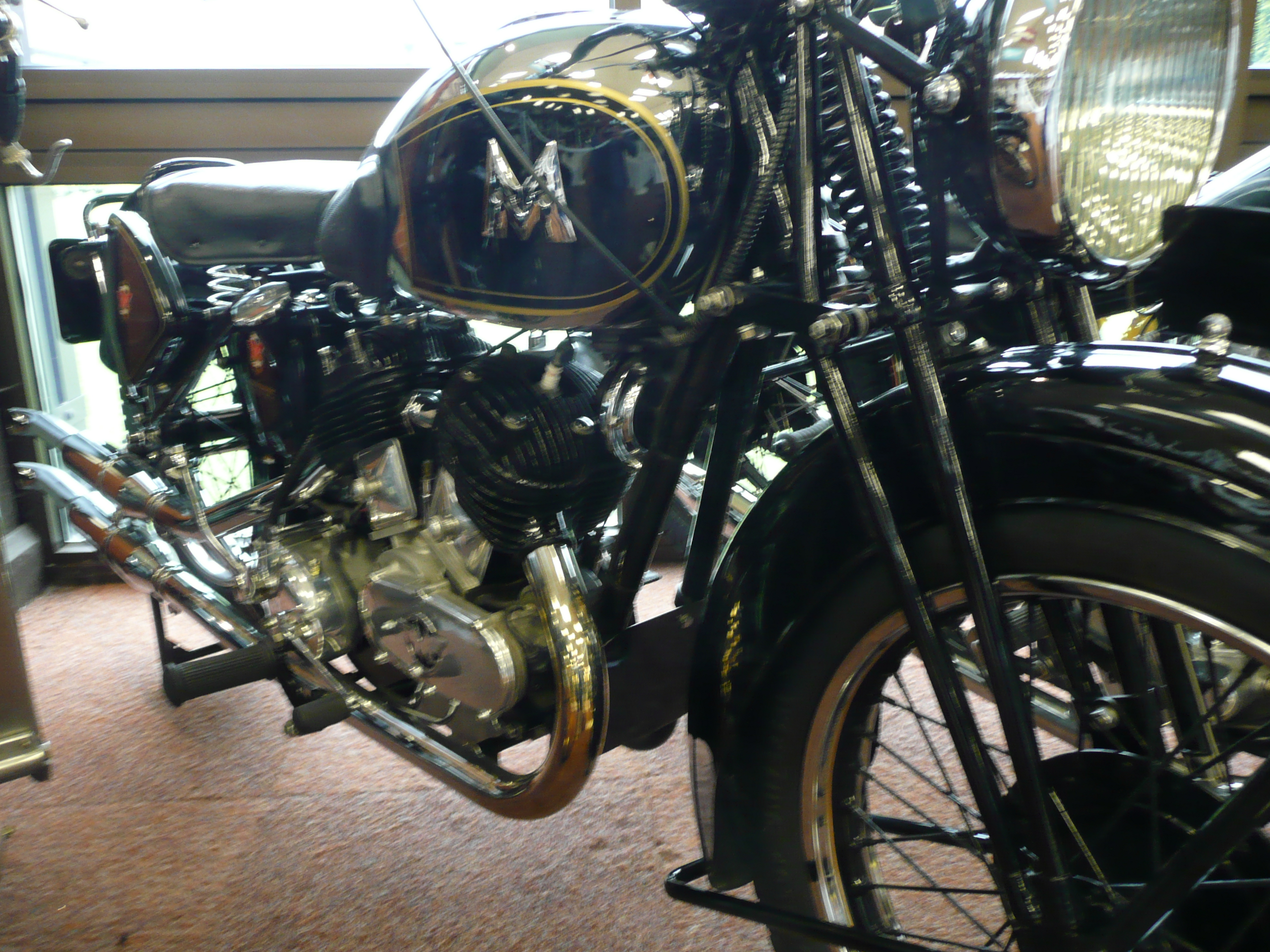
Matchless Model X von 1938
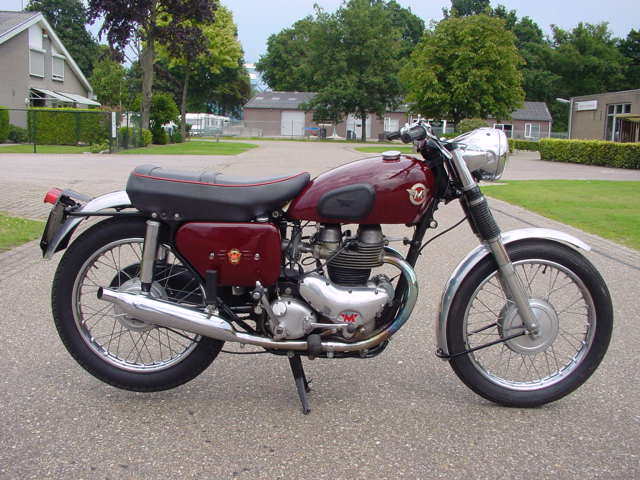
Matchless G11 (600 cm³) von 1958
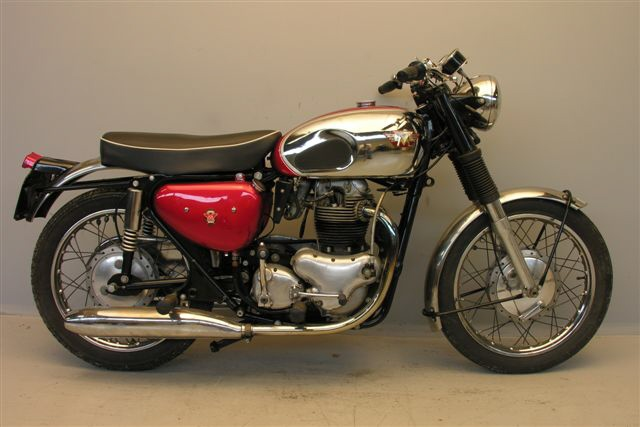
Matchless G15 CSR (750 cm³) von 1968
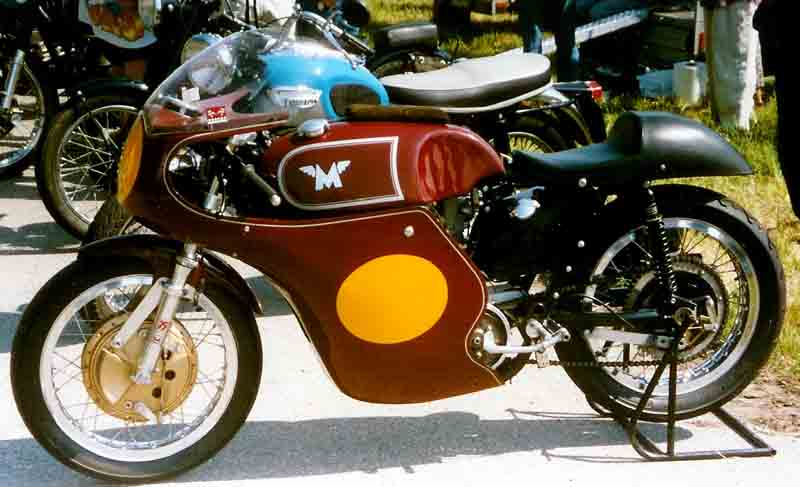
Matchless-G50-Rennmaschine

### Automobile
Ab 1904 entstanden Motordreiräder. 1906 wurde der Runabout auf einer Automobilausstellung präsentiert. Das Fahrzeug verfügte über einen Zweizylindermotor der Fafnir-Werke mit 6 PS Leistung. Dieses Modell ging nicht in Serienproduktion.
Das von 1913 bis 1915 angebotene Modell 8/10 hp war ein dreirädriges Cyclecar, das mit einem V2-Motor ausgestattet war. Die Motorleistung wurde über eine Kardanwelle auf das einzelne Hinterrad übertragen. Zwischen 1923 und 1924 entstand ein vierrädriger Kleinwagen mit einem luftgekühlten Zweizylinder-Boxermotor mit 1250 cm³ Hubraum. Der Neupreis betrug anfangs 225 Pfund Sterling, später nur noch 185 Pfund. Als Besonderheiten galten damals die Einzelradaufhängung vorne und die vorderen Bremsen. 50 Exemplare entstanden.
| Modell       | Bauzeitraum | Zylinder | Hubraum  | Radstand |
| ------------ | ----------- | -------- | -------- | -------- |
| Motordreirad | 1904–?      |          |          |          |
| Runabout     | 1906        | 2        |          |          |
| 8/10 hp      | 1913–1915   | V 2      | 1075 cm³ |          |
| 10 hp        | 1923–1924   | 2 Boxer  | 1250 cm³ | 2591 mm  |

### Einbaumotoren

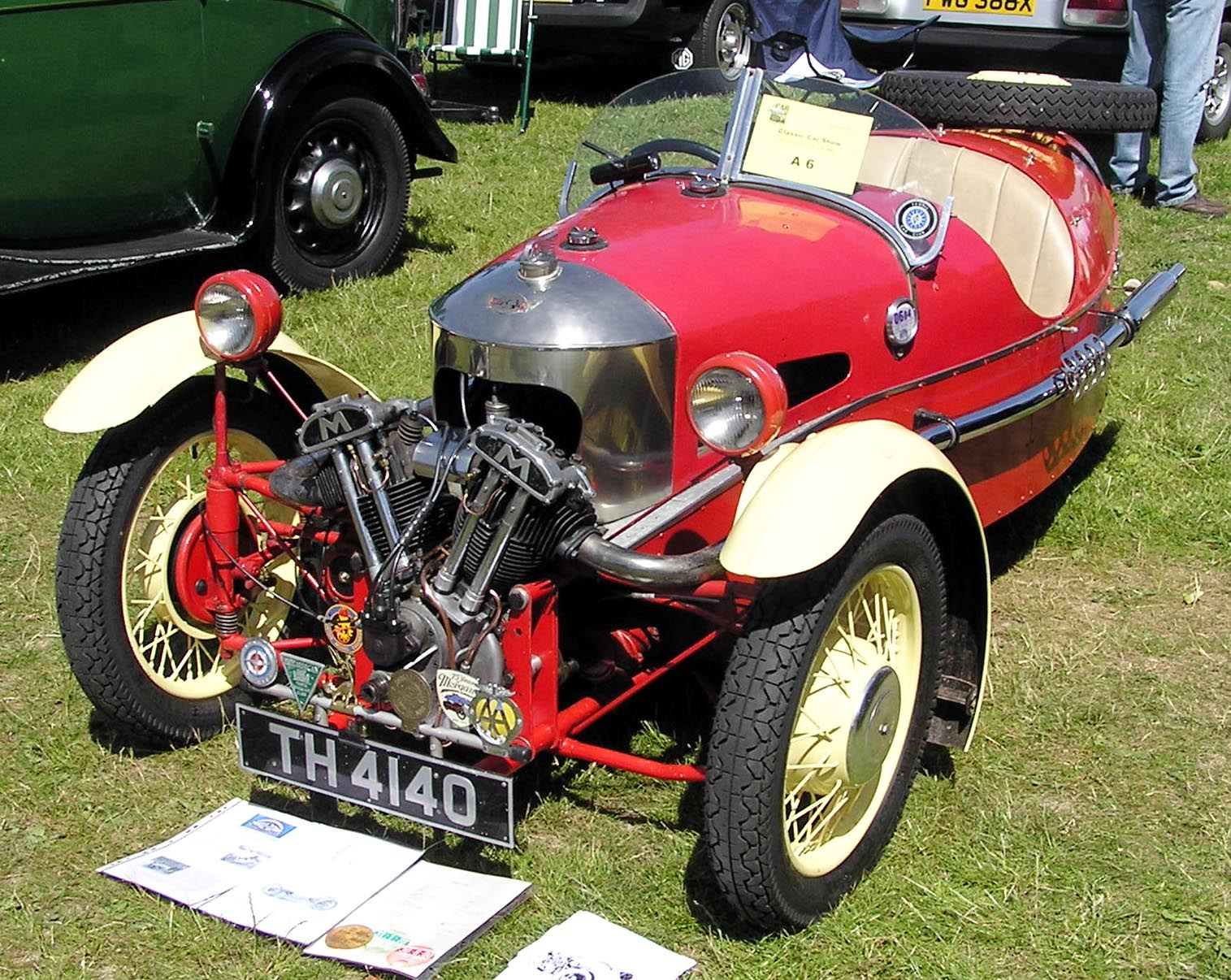
Morgan Super Sports von 1934 mit Matchless-Motor

An verschiedene Motorrad- und Automobilhersteller wie Morgan und Alvechurch wurden Einbaumotoren geliefert.

## Motorradrennsport

### Isle-of-Man-TT-Siege
Liste der Sieger auf Matchless-Motorrädern
| Jahr | Klasse                        | Fahrer          | Gesamtzeit  | Durchschnittsgeschwindigkeit |
| ---- | ----------------------------- | --------------- | ----------- | ---------------------------- |
| 1907 | Single Cylinder               | Charlie Collier | 4:08.08,2 h | 38,21 mph (61,49 km/h)       |
| 1909 | 500-cm³-Single & 750-cm³-Twin | Harry Collier   | 3:13.37,0 h | 49,01 mph (78,87 km/h)       |
| 1910 | 500-cm³-Single & 750-cm³-Twin | Charlie Collier | 3:07.24,0 h | 50,63 mph (81,48 km/h)       |